# Contrat de plan État-région
Un contrat de plan État-région (CPER) est, en France, un document par lequel l'État et une région s'engagent sur la programmation et le financement pluriannuels de projets importants d'aménagement du territoire tels que la création d'infrastructures ou le soutien à des filières d'avenir. D'une durée de six ans, les contrats de plan État-région sont créés par la loi du 29 juillet 1982, portant réforme de la planification, que l'on doit à Michel Rocard. Un changement de dénomination a lieu en 2006, instituant les contrats de projets État-Région, mais un retour à l'ancienne dénomination s'effectue dès 2014. Le gouvernement, par l'intermédiaire du préfet de région représenté par son secrétaire général aux affaires régionales (SGAR), s'accorde avec l'exécutif de la région sur la réalisation de projets relatifs à l'aménagement du territoire régional et sur la part de chaque entité dans le financement. D'autres collectivités (conseils départementaux, EPCI…) peuvent s'associer à un CPER à condition de contribuer au financement des projets qui les concernent.

## Historique
Conçu à l'origine comme un outil permettant d'assurer la cohérence entre le plan national et le plan de chaque région, le CPER a gagné son autonomie. C'est en pratique lui qui a déterminé le contenu des plans de région, à cause de l'importance des montants mis en jeu. Le Plan national et les plans de région ont finalement disparu au cours des années 1990.
Les contrats de plan État-région sont élaborés de manière simultanée pour toutes les régions et leur durée identique, de sorte que le dispositif a connu une série de sept générations successives :
| 1e génération | 1984-1988 |
| 2e génération | 1989-1993 |
| 3e génération | 1994-1999 |
| 4e génération | 2000-2006 |
| 5e génération | 2007-2013 |
| 6e génération | 2015-2020 |
| 7e génération | 2021-2027 |

## Les contrats de plan État-région 2000-2006
Les montants globaux engagés sont les suivants pour les CPER « stricts » (volets régional et territorial)  :
| État                         | 17,51 milliards d'euros |
| Conseils régionaux           | 17,75 milliards d'euros |
| Autres collectivités locales | 5,75 milliards d'euros  |

Ces montants sont en hausse de 56 % par rapport à la génération précédente de contrats de plan (1994-1999).
Il faut ajouter à ces montants la participation de l'Union européenne à ces projets. Certains des contrats de plan État-région entrent en effet dans le cadre des objectifs 1 et 2 poursuivis par la politique régionale de l'Union européenne. Les fonds structurels européens ont ainsi complété les fonds nationaux des CPER 2000-2006 pour un montant total de 10,21 milliards d’euros.

## La création des contrats de projets État-région 2007-2013
La Cour des comptes a critiqué la gestion des contrats de plan État-région dans des observations relatives aux CPER 2000-2006 remises au gouvernement le 17 février 2006.
Le gouvernement a annoncé en mars 2006 une modification du régime de ces contrats pour la 5e génération de contrats démarrant en 2007. Les contrats de plan État-région sont devenus des « contrats de projet État-région » (comité interministériel d'aménagement et de compétitivité des territoires (CIACT) du 6 mars 2006) et leur contenu a été restreint aux objectifs suivants :
- compétitivité et attractivité du territoire ;
- promotion du développement durable ;
- cohésion sociale et territoriale.

L'aménagement du réseau routier est ainsi sorti du périmètre des contrats de projets, au profit des transports collectifs.
Par ailleurs, l'État doit se retirer des projets qui n'auraient pas démarré significativement dans les 18 mois qui suivent le versement des premiers crédits. La Commission européenne se réserve la même possibilité (on parle de « dégagement d'office »).
Les nouveaux contrats sont conclus pour une durée de sept ans afin d'être calés sur le calendrier des fonds européens (FEDER, FSE). Afin de bénéficier des financements européens, le choix des projets intégrés aux CPER doit refléter l'obligation pour la France de consacrer 75 % de l'enveloppe cumulée FEDER + FSE à l'innovation et à la compétitivité (Stratégie de Lisbonne) ou au développement durable (Stratégie de Göteborg).
En plus des grands projets qui constituent le cœur des CPER, des projets plus modestes peuvent être financés au titre du « volet territorial », qui fait l'objet d'un programme spécifique imputé au budget du ministère de l'Intérieur.

## Les contrats de plan État-région 2015-2020
Le gouvernement a annoncé le lancement d'une nouvelle génération de contrats de plan État-région pour la période 2015-2020, revenant ainsi à la dénomination antérieure à 2007. Les nouveaux contrats doivent porter six orientations prioritaires :
- l'enseignement supérieur et la recherche ;
- l'innovation, les filières d’avenir et l'usine du futur ;
- la couverture du territoire en très haut débit et le développement des usages du numérique ;
- la transition écologique et énergétique ;
- les mobilités multimodales ;
- les territoires.

À ces six volets s'ajoute une priorité transversale : l'emploi.

## Les contrats de plan État-région 2021-2027
Les contrats de plan État-Régions 2021-2027 représentent la 7e génération de CPER, articulée avec les CRTE.